# هورسلی پارک، نیو ساوت ولز
هورسلی پارک (به انگلیسی: Horsley Park) یک حومه شهر در استرالیا است که در نیو ساوت ولز واقع شده‌است.